# نانتشانغ جيه-12
نانتشانغ جيه-12 (بالإنجليزية: Nanchang J-12)‏ هي طائرة مقاتلة أسرع من الصوت، أنتجت في الصين. من صناعة مجموعة هونغدو لصناعة الطيران. أول طيران لها كان في 26 ديسمبر 1970.